# Piaggine
Piaggine est une commune de la province de Salerne, dans la région Campanie, en Italie.

## Administration
| Période                                  | Période  | Identité      | Étiquette       | Qualité |
| ---------------------------------------- | -------- | ------------- | --------------- | ------- |
| 28 mai 2002                              | En cours | Angelo Pipolo | Centro-Sinistra |         |
| Les données manquantes sont à compléter. |          |               |                 |         |

### Hameaux
- Pruno.

### Communes limitrophes
Laurino, Monte San Giacomo, Sacco, Sanza, Teggiano, Valle dell'Angelo.